# Grallimmatik
Grallimmatik är en bok från 1966 av Tage Danielsson, där struntpratet i dess olika former  tas upp till behandling. Bokens innehåll återges även i samlingsvolymen Tage Danielssons paket 1984, senaste upplaga 2008. Undertiteln Struntpratets fysiologi och teknik och även delar av innehållet anspelar på en för författarens generation välkänd sexualhandledning, se till exempel  avsnittet Olika ställningar vid samtal.
Boken analyserar olika sätt att prata strunt - politikerstrunt, gubbstrunt, med mera. I boken illustreras det faktum att orden bara är symboler vars betydelse vi kommit överens om, med att låta "åtsittande aftonklänning med svarta tofsar" beteckna en tur- och returbiljett Stockholm - Malmö.  Boken innehåller även en satir över den så kallade trolöshetsdebatten.

## Källhänvisningar
1. ↑  Tage Danielsson:Grallimatik : Struntpratetets fysiologi och teknik, Stockholm : Wahlström & Widstrand, 1966. Libris 1211187.
2. ↑  Tage Danielsson: Tage Danielssons paket, Stockholm : Wahlström & Widstrand, 1984. Libris
8353921. Sida 317–409.
3. ↑  Libris 10601273.
4. ↑  Th. H. van de Velde: Det fulländade äktenskapet : en studie i samlevnadens fysiologi och teknik, Stockholm : Frans Aldor, 1931. Libris 8219116. Senast utgiven Stockholm : Skandubavuska pressförlaget, 1953.
Libris 1468018.
5. ↑  Danielsson, 1984, § 8, sida 330–340.
6. ↑  Danielsson, 1984, §  44, sida 382–386.
7. ↑  Danielsson, 1984, § 47, sida 390.
8. ↑  Danielsson, 1984, Förord, sida 320.
9. ↑  Danielsson, 1984, § 49, sida 392–396.